# 萊斯·柯羅
約翰·萊斯·柯羅（英語：John Rhys Coiro，1979年3月12日—）是一名美國男演員。他最初在百老匯表演，但以銀幕上的角色而知名，例如電視劇《我家也有大明星》中的比利·沃爾什。

## 早期生活
柯羅於1979年3月12日出生於義大利阿斯普羅蒙特山區聖斯特凡諾。他在紐澤西州普林斯頓長大，並就讀於普林斯頓高中。青少年時，柯羅開始為一位當地藝術家工作，這位藝術家把他介紹給通道劇院的藝術總監瓊·巴林格（June Ballinger）。巴林格讓他參與紐澤西州特倫頓的州街劇院項目，該項目仿照初級階段的第52街項目。從那以後，柯羅在紐澤西莎士比亞戲劇節上花了很多時間搭建佈景和操作燈光。受到許多作品的啟發，包括朱麗·泰莫在TFANA的「泰特斯·安德羅尼克斯」，柯羅決定在卡內基美隆大學主修戲劇，並獲得藝術學士學位。。他還在俄羅斯的莫斯科藝術劇院學習過一段時間。

## 職業生涯
19歲時，柯羅得到他的第一個職業演出機會，在哈里斯·尤林執導的科納·麥克弗森的非百老匯戲劇《This Lime Tree Bower》的美國首演中擔任三個角色的替身，在初級舞台演出。在大學畢業不到一個月，柯羅就在林肯表演藝術中心重演的喬治·S·考夫曼的《八點的晚餐》中飾演侍者埃迪一角，導演是傑拉德·古鐵雷斯。
之後柯羅搬到洛杉磯開始從事建築工作，包括與尼克·奧佛曼一起建造房子。事實上，柯羅在回音公園為一個平台挖洞時接到他的第一個銀幕演出的電話，即在《我家也有大明星》中扮演比利·沃爾什。沃爾什原為客串角色，但是很快就變為一個標誌性角色，並確定了柯羅的演藝生涯。
柯羅與當時不知名的畫家喬納斯·伍德在歷史性的菲律賓小鎮共享一個工作室空間。在此期間，柯羅與藝術家麥特·約翰遜和格雷格·桑托斯（Greg Santos）組成一個地下的傳統愛爾蘭音樂樂隊，在東洛杉磯附近演出。2007年，在他的第一個孩子出生後，柯羅接受了第七季中肖恩·希林格的角色。柯羅原預定在《魔屋》中飾演法蘭西一角 ，但因編劇突然罷工以及《24反恐任務》恢復製作，因此不得不退出。這個角色最後由亞倫·保羅擔任。2009年，柯羅重返舞台，在紐約第二舞臺劇院的霍華德·科德的《男孩的生活》中擔任主演，與傑森·畢格斯對戲。2010年，柯羅主演斯拉姆丹斯獲獎電影《雪與灰》，2011年與亞歷山大·史柯斯嘉一起出演幕寶電影公司翻拍的《暴力正義》。2014年，柯羅在Netflix的首部原創影集《莉莉海默》的最後一季中與史蒂文·范·贊特的角色對戲，並在歷史頻道迷你劇《德州崛起》中與雷·利奥塔、比爾·派斯頓和布蘭登·費雪一起飾演最初的德州騎警之一。為了這個節目，他磨練了自己的騎術和套索技巧。2015年，柯羅在美國《恩賜之地》的最後一季中飾演亞美尼亞黑幫分子阿里·阿達米安。2017年至2018年，柯羅作為常設角色出現在《未解之謎》中，並出演《清道夫》、《陰屍路》和等。

## 個人生活
柯羅能說流利的義大利語和西班牙語。
2016年，柯羅前往北達科他州立岩地區，參加反對北達科他州管道工程的和平抗議活動。。
柯羅與導演凱特·寇伊若結婚。他們與他們的三個孩子住在洛杉磯。

## 影視作品

### 電影
| 年份 | 標題                       | 角色          | 備註 |
| ---- | -------------------------- | ------------- | ---- |
| 2003 | 《Making Revolution》      | 義大利活動家  |      |
| 2007 | 《眾生相》                 | Ace           |      |
| 2007 | 《媽媽的寶貝》             | Trip          |      |
| 2009 | 《》                       | 謝德斯先生    |      |
| 2009 | 《Kidnapping Caitlynn》    | Daniel        |      |
| 2009 | 《Man Without a Head》     | Dino          |      |
| 2010 | 《雪與灰》                 | Blaise        |      |
| 2010 | 《惡夜30：黑暗再臨》       | Paul          |      |
| 2010 | 《Life Happens》           | Marc          |      |
| 2010 | 《Order of Chaos》         | John          |      |
| 2010 | 《百戰天龍馬蓋鮮》         | Yerik Novikov |      |
| 2011 | 《暴力正義》               | Norman        |      |
| 2011 | 《懷舊範兒的狂歡節》       | Marcus        |      |
| 2012 | 《當好孕來敲門》           | Marc          |      |
| 2013 | 《酷我隨行》               | Ron           |      |
| 2014 | 《四分鐘記錄》             | Eli           |      |
| 2014 | 《This Last Lonely Place》 | Sam Taylor    |      |
| 2015 | 《2015大明星小跟班》       | Billy Walsh   |      |
| 2017 | 《骨谷》                   | Nate          |      |
| 2018 | 《》                       | Rudy Pipes    |      |
| 2019 | 《尋找斯蒂夫·麥昆》        | Ray Darrow    |      |
| 2019 | 《》                       | Spencer       |      |
| 2022 | 《諜影遊戲》               | Reese         |      |

### 電視
| 年份       | 標題               | 角色               | 備註                                |
| ---------- | ------------------ | ------------------ | ----------------------------------- |
| 2003       | 《一對一》         | Zorbo Vishanisavik | 客串                                |
| 2004－11   | 《我家也有大明星》 | Billy Walsh        | 常設角色                            |
| 2005       | 《》               | Razor              | 客串                                |
| 2005       | 《》               | Diablo             | 客串                                |
| 2005       | 《》               | Wolf               | 客串                                |
| 2006       | 《》               | Vincent Bianchi    | 2集                                 |
| 2007       | 《》               | Reverend's Lawyer  | 客串                                |
| 2007       | 《說你愛我》       | Jaime's Rebound    | 2集；客串                           |
| 2007       | 《狂想警探》       | Eddie              | 客串                                |
| 2007       | 《》               | Ethan              | 客串                                |
| 2007       | 《》               | Ricky Jones        | 客串                                |
| 2009       | 《》               | 肖恩·希林格        | 常設角色                            |
| 2010       | 《》               | Vince Cutler       | 客串                                |
| 2010       | 《暗警》           | Victor             | 客串                                |
| 2010       | 《》               | Bradford Matinsky  | 客串                                |
| 2011       | 《天賦秉異》       | Dr. Zeke Barnes    | 常設角色                            |
| 2012       | 《》               | Jordan Hester      | 客串                                |
| 2013       | 《西鎮警魂》       | Bill Norquist      | 客串                                |
| 2013       | 《人質》           | 克萊默·德萊尼      | 主要角色                            |
| 2013       | 《》               | Andrew Briggs      | 客串                                |
| 2014       | 《莉莉海默》       | Tommy              | 常設角色                            |
| 2015       | 《恩賜之地》       | Ari Adamian        | 常設角色                            |
| 2017       | 《冏女大翻身》     | Ip deLuca          | 客串                                |
| 2017       | 《清道夫》         | Rob Heard          | 常設角色                            |
| 2018       | 《線上速配》       | Charlie            | 常設角色                            |
| 2018       | 《陰屍路》         | Jed                | 常設角色                            |
| 2018       | 《未解之謎》       | Jim Black          | 常設角色                            |
| 2019       | 《》               | Billy              | 集數：「The Bones Are Their Money」 |
| 2021－至今 | 《天堂之城》       | Adam               | 《美國撒旦》的衍生作品              |
| 2022       | 《》               | 烈焰唐尼           | Disney+影集                         |